# 130P/McNaught-Hughes
130P/McNaught-Hughes – kometa krótkookresowa z rodziny komet Jowisza.

## Odkrycie
Kometę tę odkryli 30 września 1991 roku Robert McNaught oraz Shaun M. Hughes w Obserwatorium Siding Spring w Australii. Kometa nosi nazwę pochodzącą od odkrywców.

## Orbita komety i właściwości fizyczne
Orbita komety 130P/McNaught-Hughes ma kształt elipsy o mimośrodzie 0,41. Jej peryhelium znajduje się w odległości 2,08 j.a., aphelium zaś 5,00 j.a. od Słońca. Jej okres obiegu wokół Słońca wynosi 6,67 roku, nachylenie do ekliptyki to wartość 7,34˚.
Średnica jądra tej komety to 4,2 km.